# Việt Nam năm 2004
Dưới đây là sự kiện trong năm tại Việt Nam 2004.

## Đương nhiệm
| Ảnh | Vị trí            | Tên            |
| --- | ----------------- | -------------- |
|     | Tổng bí thư       | Nông Đức Mạnh  |
|     | Chủ tịch nước     | Trần Đức Lương |
|     | Thủ tướng         | Phan Văn Khải  |
|     | Chủ tịch Quốc hội | Nguyễn Văn An  |

## Sự kiện

### Diễn ra trong năm
- Biểu tình Tây Nguyên 2004

### Thể thao
- Việt Nam tại Thế vận hội Mùa hè 2004
- Việt Nam tại Thế vận hội Người khuyết tật Mùa hè 2004
- VTV Cup 2004

Bóng đá
- Giải bóng đá vô địch quốc gia 2004
- Giải bóng đá Hạng Nhì Quốc gia 2004
- Giải bóng đá Cúp Quốc gia 2004
- Giải bóng đá Hạng Nhất Quốc gia 2004
- Giải bóng đá nữ vô địch quốc gia 2004
- Giải bóng đá U18 quốc gia 2004
- Agribank Cup 2004

## Sinh
Xem: Sinh năm 2004

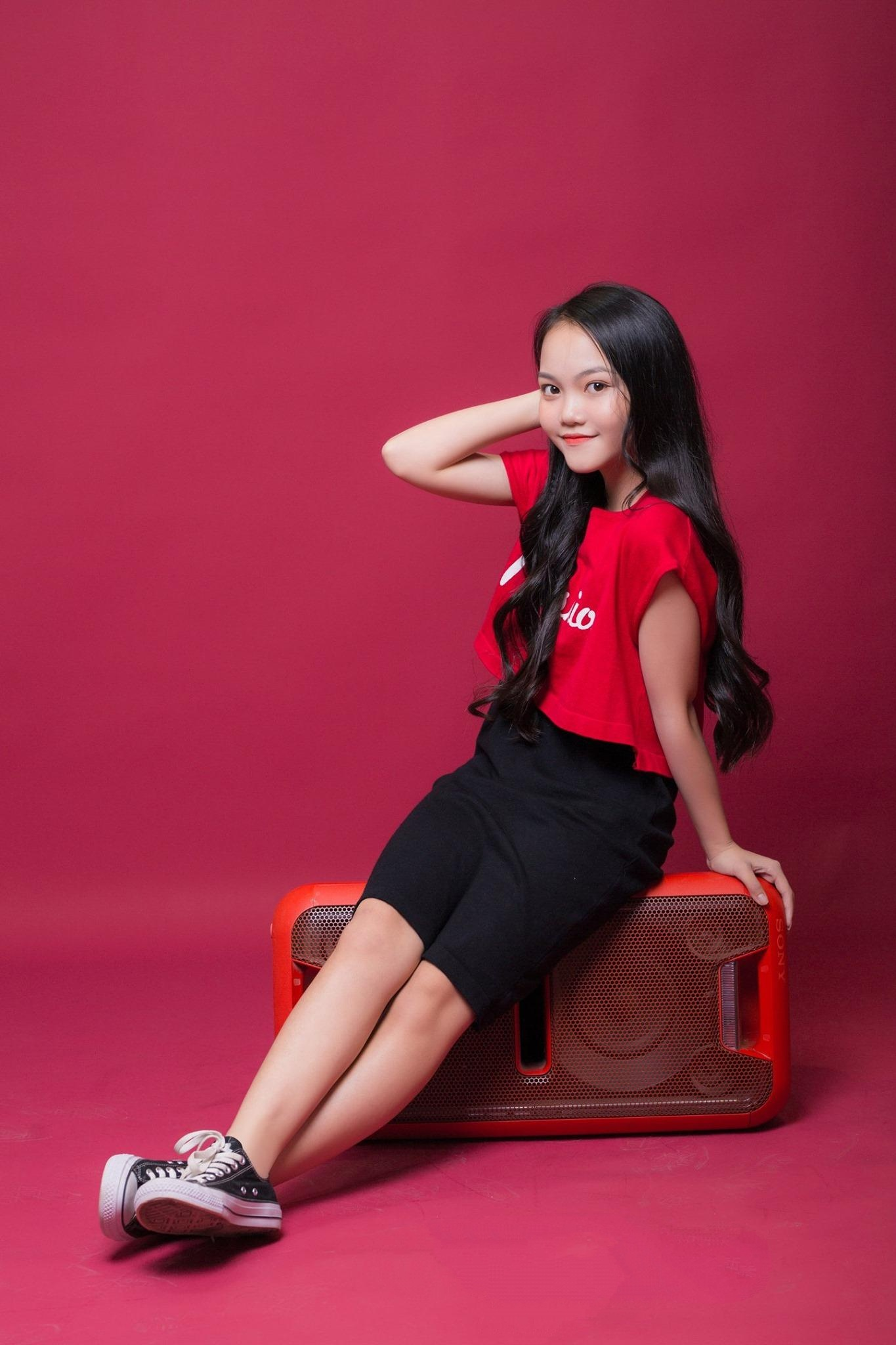
Hà Quỳnh Như

- 5 tháng 2: Trần Nam Hải, cầu thủ bóng đá
- 21 tháng 7: Thanh Hà, hoa hậu, người mẫu
- 19 tháng 8: Nguyễn Đình Bắc, cầu thủ bóng đá
- 3 tháng 9: Hà Quỳnh Như, ca sĩ
- 20 tháng 11: Nguyễn Dương Thiên Ân, vận động viên taekwondo

## Mất
Xem: Mất năm 2004